# Cevimelin
Cevimelin' je parasimpatomimetik i muskarinski agonist, sa posebnim dejstvom na M3 receptore. FDA je odobrila ovaj lek za tretman suvih usta u kontekstu Šegrenovog sindroma.

## Spoljašnje veze
|  | Molimo Vas, obratite pažnju na važno upozorenje u vezi sa temama iz oblasti medicine (zdravlja). |